# Чемпионат Израиля по шахматам 2013
Чемпионат Израиля по шахматам 2013 — проходил в Акко с 6 по 14 апреля по швейцарской системе в 9 туров.
За исключением Бориса Гельфанда и Эмиля Сутовского (участвовал в командном чемпионате России) играли все сильнейшие гроссмейстеры страны.
Призовой фонд — 60 тысяч шекелей (около 16.5 тысяч долларов). Чемпион завоюет право выступать за сборную Израиля.